# Katarzyna Wittelsbach (Pfalz-Zweibrücken-Veldenz)
Katarzyna Wittelsbach (ur. 11 stycznia 1615 – zm. 21 marca 1651 w Düsseldorfie) – księżniczka Palatynatu-Zweibrücken-Veldenz, księżna Palatynatu-Neuburg.

## Życiorys
Córka hrabiego palatyna i księcia Palatynatu-Zweibrücken-Veldenz Jana II Wittelsbacha i Luizy Juliany Wittelsbach. Jej dziadkami byli Jan Wittelsbach i Magdalena księżniczka Jülich-Kleve-Berg oraz elektor Palatynatu Reńskiego Fryderyk IV Wittelsbach i Luiza Julianna Orańska.
11 listopada 1631 wyszła za mąż za księcia Palatynatu-Neuburg Wolfganga Wilhelma Wittelsbacha. Wolfgang był wdowcem, z poprzedniego małżeństwa miał syna Filipa Wilhelma przyszłego elektora Palatynatu Reńskiego. Katarzyna i Wolfgang mieli dwójkę dzieci:
- Ferdynanda Filipa (1633)
- Eleonorę Franciszkę (1634)

Po śmierci Katarzyny, Wolfgang ożenił się po raz trzeci z Franciszką Marią Fürstenberg-Heiligenberg (1633-1702). Została pochowana w kościele św. Lamberta w Düsseldorfie.